# Bahnhof Tatsuno
Der Bahnhof Tatsuno (jap. 辰野駅 Tatsuno-eki) ist ein Bahnhof auf der japanischen Insel Honshū, der gemeinsam von den Bahngesellschaften JR Central und JR East betrieben wird. Er befindet sich in der Präfektur Nagano auf dem Gebiet der Stadt Tatsuno.

## Verbindungen
Tatsuno ist ein Trennungsbahnhof am älteren Streckenast der Chūō-Hauptlinie, der seit der Eröffnung des weiter nördlich gelegenen Enrei-Tunnels zwischen Shiojiri und Okaya im Jahr 1983 stark an Bedeutung eingebüßt hat. Hier zweigt die Iida-Linie in Richtung Toyohashi ab. Zwar gehört der Abschnitt Tatsuno–Okaya der Chūō-Hauptlinie zum Einzugsgebiet der Bahngesellschaft JR East, er bildet aber mit der Iida-Linie eine betriebliche Einheit, weshalb überwiegend Züge von JR Central verkehren. Einmal täglich verbindet der Eilzug Misuzu Iida mit Tatsuno, Okaya, Shiojiri, Matsumoto und Nagano. Im Regionalverkehr besteht ein angenäherter Stundentakt von Tenryūkyō über Iida und Tatsuno nach Okaya. Der Streckenabschnitt Tatsuno–Shiojiri der Chūō-Hauptlinie wird ungefähr alle ein bis drei Stunden von JR-East-Zügen bedient. Vom Bahnhofsvorplatz aus verkehrt eine Buslinie des städtischen Busbetriebs Tatsuno Chōei Bus.

## Anlage
Der Bahnhof steht unmittelbar nördlich des Stadtzentrums von Tatsuno und etwa 200 Meter vom Ufer des Tenryū entfernt. Die ebenerdige Anlage ist von Nordosten nach Südwesten ausgerichtet und umfasst vier Gleise, die alle dem Personenverkehr dienen. Diese liegen an zwei teilweise überdachten Bahnsteigen, wobei der nördliche ein Mittelbahnsteig und der südliche ein Zungenbahnsteig ist. Nur drei Gleise dienen effektiv dem Durchgangsverkehr, während das nach Südwesten ausgerichtete Gleis 0 stumpf endet. Der Mittelbahnsteig ist über eine gedeckte Fußgängerbrücke mit dem Empfangsgebäude an der Südseite verbunden. An der Nordseite befindet sich eine achtgleisige Abstellanlage, die vor März 2009 als Rangierbahnhof diente. Bis zu diesem Zeitpunkt kamen überwiegend Kesselwagenzüge von der Erdölraffinerie beim Bahnhof Negishi in Yokohama hier an und befuhren anschließend ein Anschlussgleis zu einem Tanklager.
Im Fiskaljahr 2019 nutzten durchschnittlich 516 Fahrgäste täglich den Bahnhof.

## Bilder

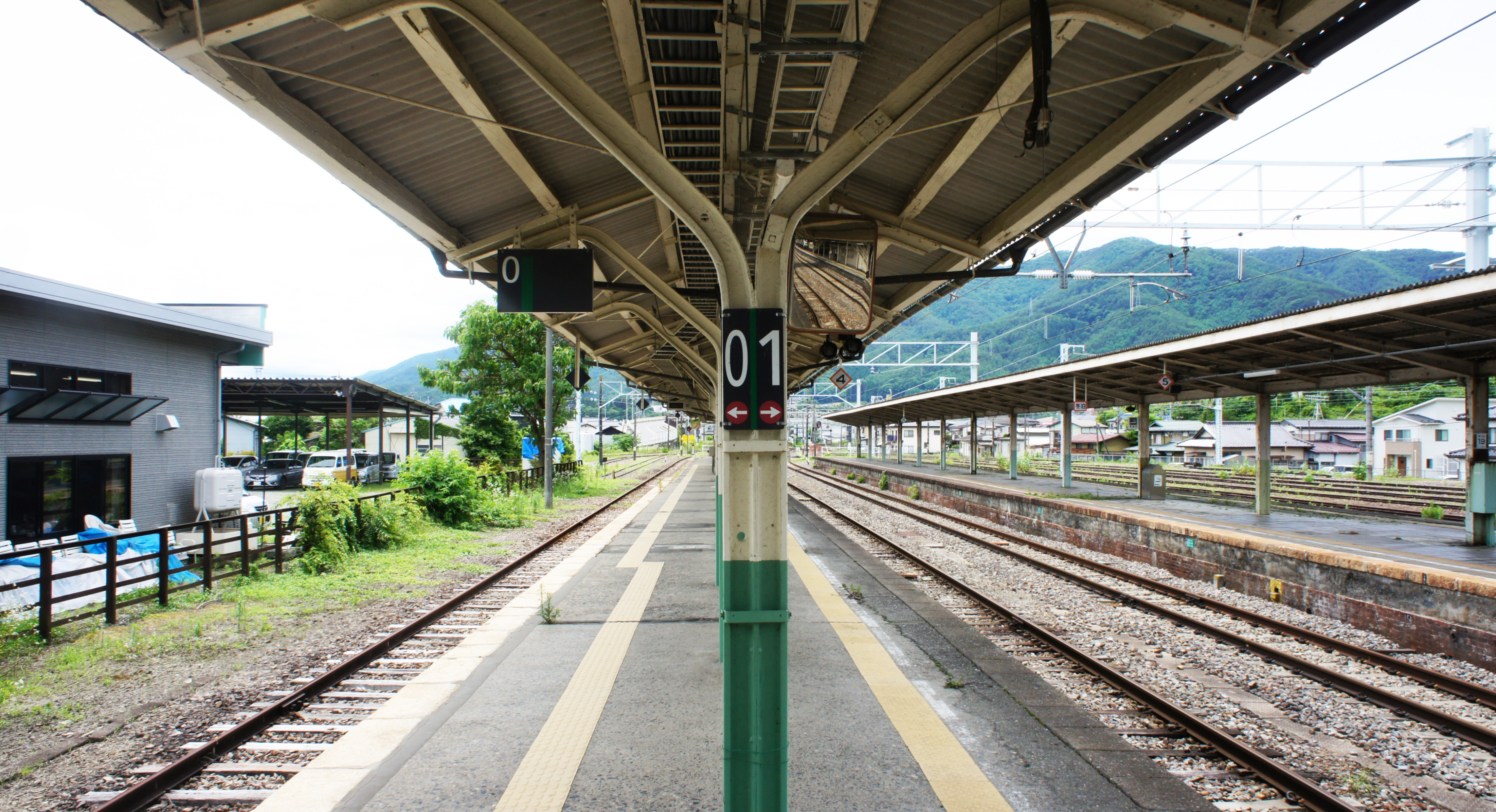
Ansicht der Bahnsteige
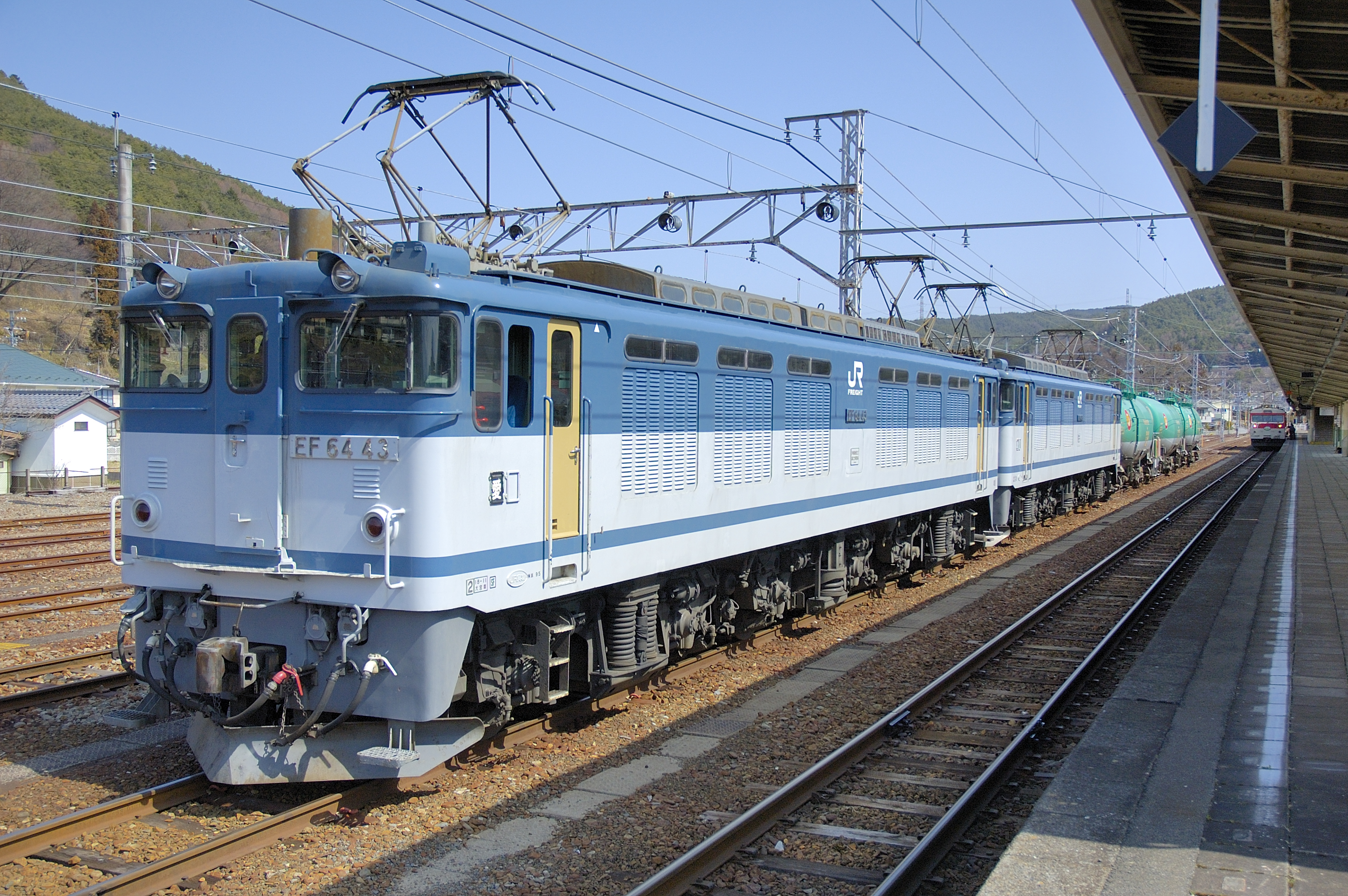
Güterzug mit Elektrolok EF64
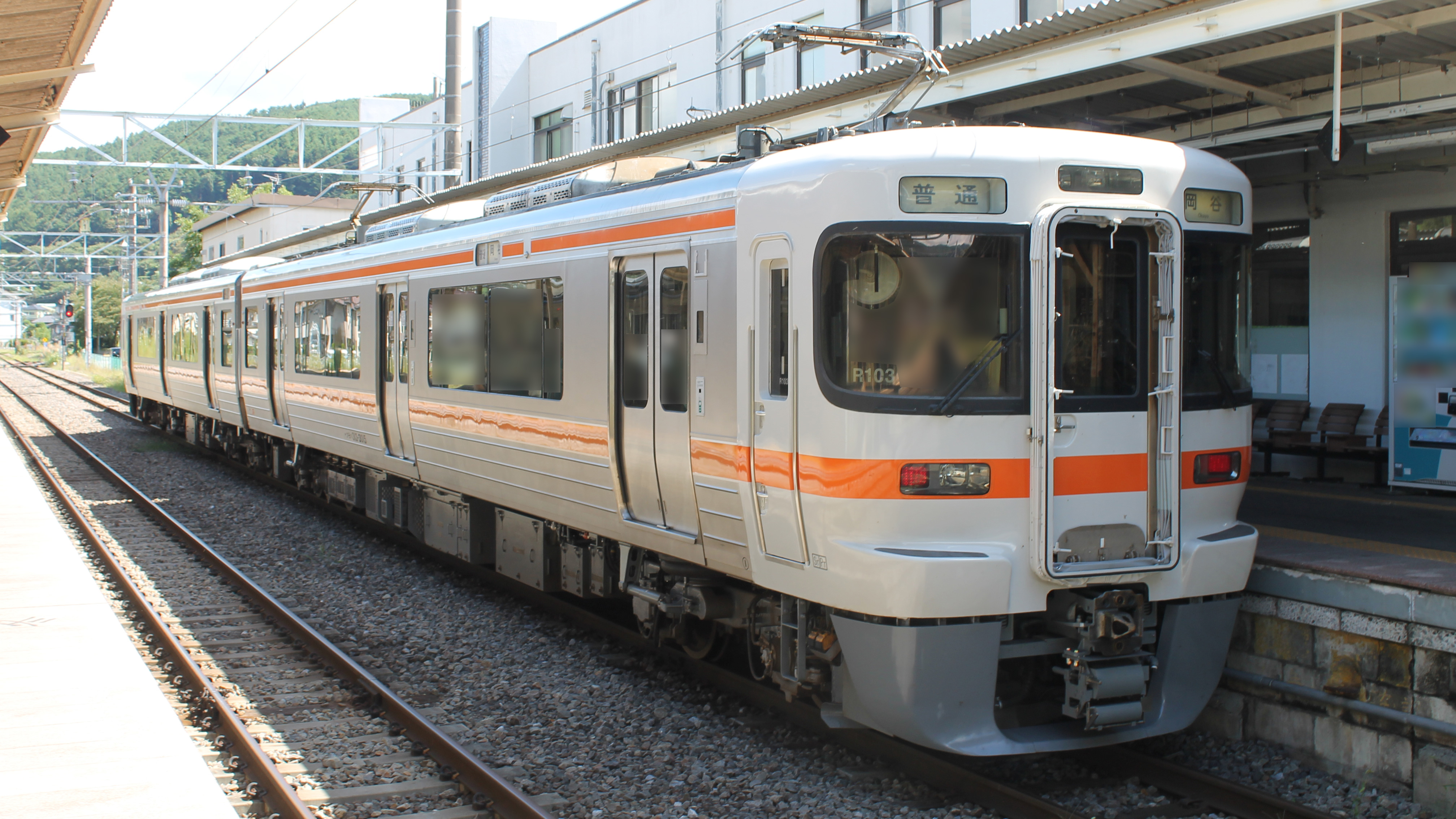
Triebzug der Baureihe 313 von JR Central
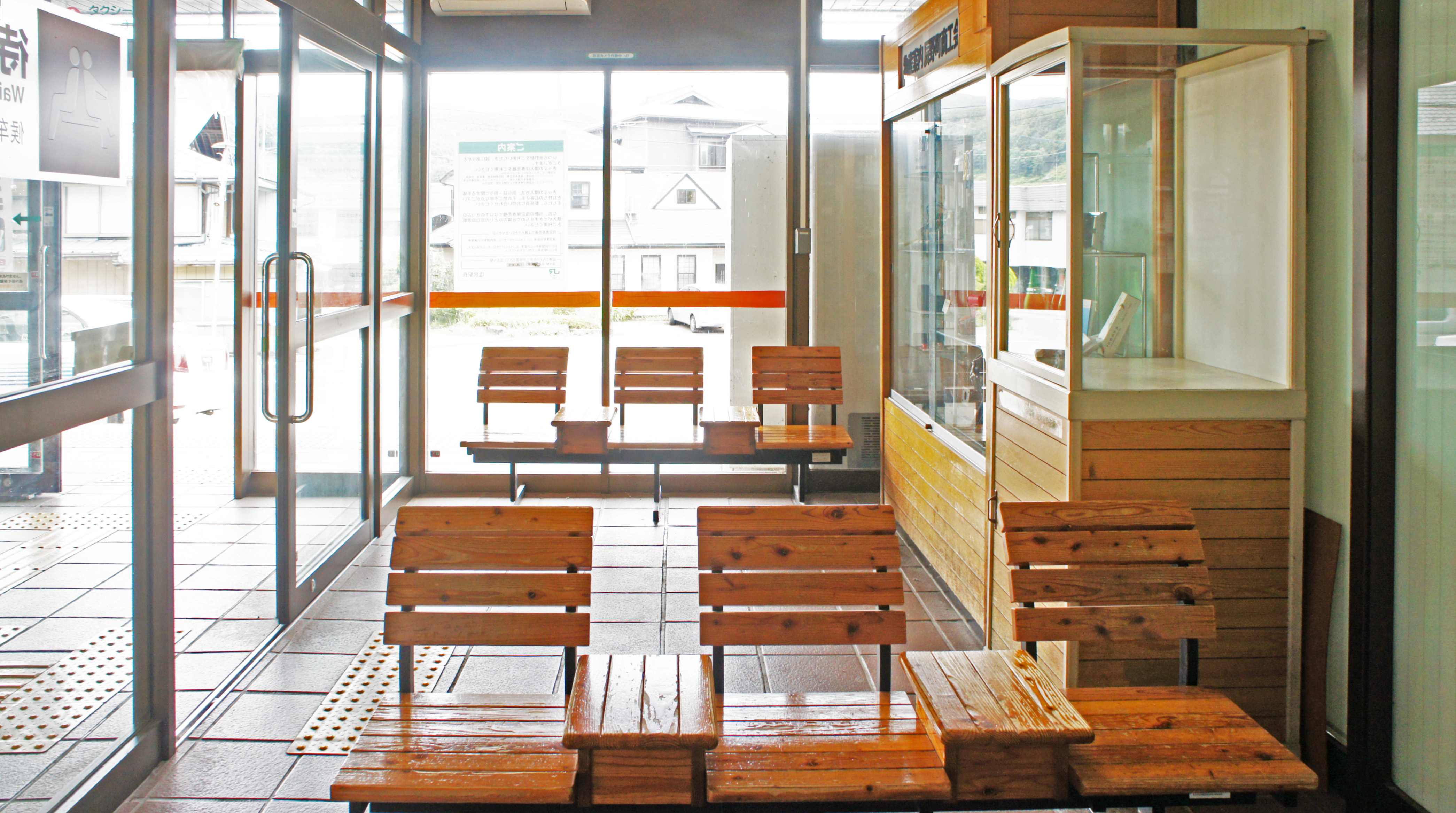
Warteraum
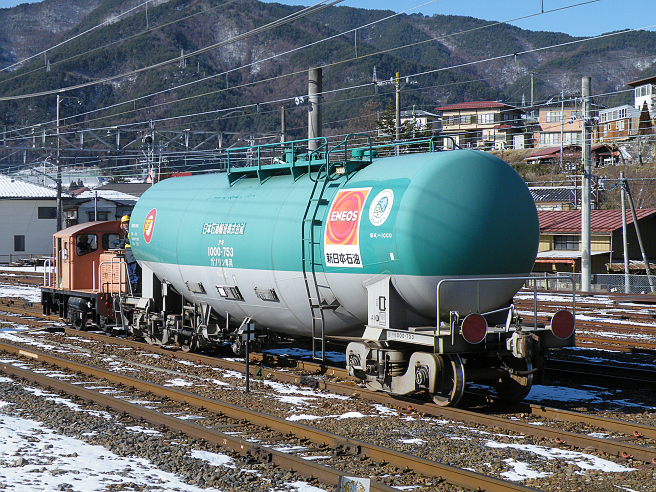
Kesselwagen

## Gleise
| 0/1/2 | ▉ Iida-Linie      | Komagane • Iida • Tenryūkyō |
| 1     | ▉ Chūō-Hauptlinie | Okaya • Kobuchizawa • Kōfu  |
| 2/3   | ▉ Chūō-Hauptlinie | Shiojiri • Matsumoto        |
| 3     | ▉ Iida-Linie      | Komagane • Iida • Tenryūkyō |

## Linien
| Verlauf der Chūō-Hauptlinie |
| --- |
| Takao • Sagamiko • Fujino • Uenohara • Shiotsu • Yanagawa • Torisawa • Saruhashi • Ōtsuki • Hatsukari • Sasago • Kai-Yamato • Katsunuma-budōkyō • Enzan • Higashi-Yamanashi • Yamanashishi • Kasugaichō • Isawa-Onsen • Sakaori • Kōfu • Ryūō • Shiozaki • Nirasaki • Shimpu • Anayama • Hinoharu • Nagasaka • Kobuchizawa • Shinano-Sakai • Fujimi • Suzurannosato • Aoyagi • Chino • Kami-Suwa • Shimo-Suwa • Okaya • Midoriko • Shiojiri • Seba • Hideshio • Niekawa • Kiso-Hirasawa • Narai • Yabuhara • Miyanokoshi • Harano • Kiso-Fukushima • Agematsu • Kuramoto • Suhara • Ōkuwa • Nojiri • Jūnikane • Nagiso • Tadachi • Sakashita • Ochiaigawa • Nakatsugawa • Mino-Sakamoto • Ena • Takenami • Kamado • Mizunami • Tokishi • Tajimi • Kokokei • Jōkōji • Kōzōji • Jinryō • Kasugai • Kachigawa • Shin-Moriyama • Ōzone • Chikusa • Tsurumai • Kanayama • Nagoya Tatsuno-Zweigstrecke: Okaya • Kawagishi • Tatsuno • Shinano-Kawashima • Ono • Shiojiri |

| Verlauf der Iida-Linie |
| --- |
| Toyohashi • Funamachi • Shimoji • Kozakai • Ushikubo • Toyokawa • Mikawa-Ichinomiya • Nagayama • Ejima • Tōjō • Nodajō • Shinshiro • Higashi-Shimmachi • Chausuyama • Mikawa-Tōgō • Ōmi • Torii • Nagashinojō • Hon-Nagashino • Mikawa-Ōno • Yuya-Onsen • Mikawa-Makihara • Kakidaira • Mikawa-Kawai • Ikeba • Tōei • Izumma • Kamiichiba • Urakawa • Hayase • Shimokawai • Chūbu-Tenryū • Sakuma • Aizuki • Shironishi • Mukaichiba • Misakubo • Ōzore • Kowada • Nakaisamurai • Ina-Kozawa • Ugusu • Hiraoka • Shiteguri • Nukuta • Tamoto • Kadoshima • Karakasa • Kinno • Chiyo • Tenryūkyō • Kawaji • Tokimata • Dashina • Kega • Ina-Yawata • Shimoyamamura • Kanae • Kiriishi • Iida • Sakuramachi • Ina-Kamisato • Moto-Zenkōji • Shimoichida • Ichida • Shimodaira • Yamabuki • Ina-Ōshima • Kami-Katagiri • Ina-Tajima • Takatōbara • Nanakubo • Ina-Hongō • Iijima • Tagiri • Ina-Fukuoka • Komachiya • Komagane • Ōtagiri • iyada • Akagi • Sawando • Shimojima • Inashi • Ina-Kita • Tabata • Kitatono • Kinoshita • Ina-Matsushima • Sawa • Haba • Ina-Shimmachi • Miyaki • Tatsuno |

## Geschichte
Die staatliche Eisenbahnverwaltung (das spätere Eisenbahnministerium) eröffnete den Bahnhof am 11. Juni 1906, zusammen mit dem Abschnitt der Chūō-Hauptlinie von Okaya über Tatsuno nach Shiojiri. Ab 1909 führte eine Überlandstraßenbahn der Bahngesellschaft Ina Denki Tetsudō (die spätere Iida-Linie) südwärts durch das Tenryū-Tal; sie hatte ihren Ausgangspunkt an der etwa 400 Meter entfernten Haltestelle Nishimachi. Um von Tatsuno aus dorthin zu gelangen, mussten die Fahrgäste eine Brücke über den Fluss Yokokawa benutzen. Der Lückenschluss erfolgte am 23. November 1916. Aufgrund der straßenbündigen Trasse stieß die Überlandstraßenbahn an ihre Kapazitätsgrenzen. Aus diesem Grund entstand zwischen Tatsuno und Ina-Matsushima eine neue Streckenführung nach Eisenbahnnormen, die am 16. März 1923 in Betrieb ging. Am 1. August 1943 ging die Iida-Linie in Staatsbesitz über.
Jahrzehntelang führte der überregionale Fernverkehr auf der Chūō-Hauptlinie über Tatsuno und der Bahnhof war ein wichtiger Schnellzughalt. Dies änderte sich am 5. Juli 1983, als die Japanische Staatsbahn den Enrei-Tunnel in Betrieb nahm, der eine um 16 km direktere Streckenführung zwischen Okaya und Shiojiri ermöglichte. Als Entschädigung für die dadurch wegfallenden Direktverbindungen im Fernverkehr erhielt der Bahnhof Tatsuno ein neues Empfangsgebäude, das drei Wochen zuvor ab 15. Juni zur Verfügung stand. Im Rahmen der Staatsbahnprivatisierung ging der Bahnhof am 1. April 1987 in den gemeinsamen Besitz der neuen Bahngesellschaften JR East und JR Central über.